# IPad mini (6e génération)
L'iPad mini 6 est une tablette tactile de la gamme des iPad mini conçue, développée et commercialisée par Apple. Elle est présentée le 14 septembre 2021 et disponible à partir du 24 septembre,, en même temps que l'iPad de neuvième génération, l'iPhone 13 et 13 Pro. Elle est disponible en quatre couleurs : Gris sidéral, Rose, Mauve et Lumière stellaire.

## Composition
Depuis l'IPad mini 4, c'est la première refonte majeure de la gamme iPad mini. Egalement, c'est une version plus petite de l'iPad Air 4 et de l'iPad Pro 3.
Il est équipé d'un SoC Apple A15 Bionic. Ce chipset comprend un CPU hexacœur, un GPU à cinq cœurs.